# Rinderpest

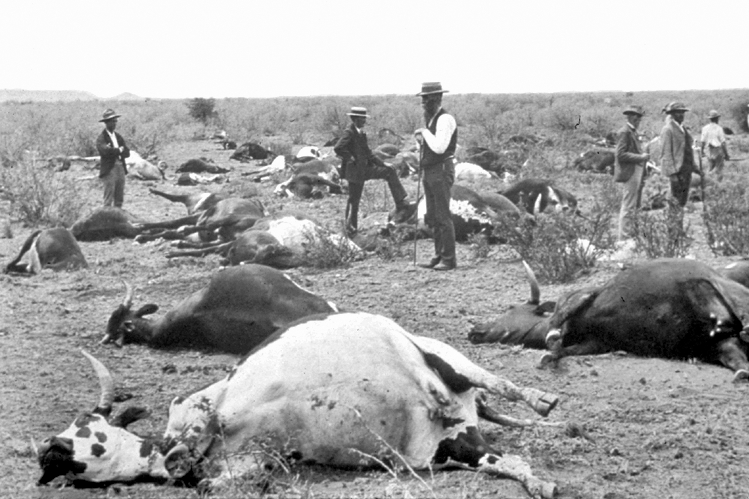
Rinderpest-Ausbruch in Südafrika, 1896

Die Rinderpest war eine Tierseuche, die Rinder, andere Wiederkäuer und weitere Paarhufer wie Flusspferde und einige asiatische Hausschweinrassen befallen konnte. Die Virusinfektion führte bei erkrankten Tieren zunächst zu hochgradigen Entzündungen der Schleimhäute im Kopfbereich, gefolgt von einem schweren Durchfall, der – je nach betroffener Population – in bis zu 90 % der Fälle tödlich verlief.
Die schweren Verluste durch die Rinderpest waren im 18. Jahrhundert Anlass für die Gründung der ersten tierärztlichen Ausbildungsstätten. Dank seuchenhygienischer Maßnahmen trat die Krankheit in der Schweiz zuletzt 1871, in Deutschland zuletzt 1870 auf. Der letzte Ausbruch in Europa war 1954 in Italien, die weltweit letzten Ausbrüche bei Haustieren 2001 in Afrika zu verzeichnen. Die Krankheit wurde seit 1994 innerhalb des Global Rinderpest Eradication Program (GREP) mit einer weltweit koordinierten Impf-, Keul- und Überwachungskampagne bekämpft.
Am 15. Oktober 2010 teilte der Generaldirektor der Ernährungs- und Landwirtschaftsorganisation der Vereinten Nationen (FAO) mit, dass die Rinderpest dank der koordinierten Maßnahmen im Rahmen des GREP ausgerottet werden konnte. Die offizielle Feststellung der Ausrottung erfolgte am 25. Mai 2011. Damit ist es nach den Pocken zum zweiten Mal in der Geschichte gelungen, eine Infektionskrankheit zu tilgen.

## Geschichte

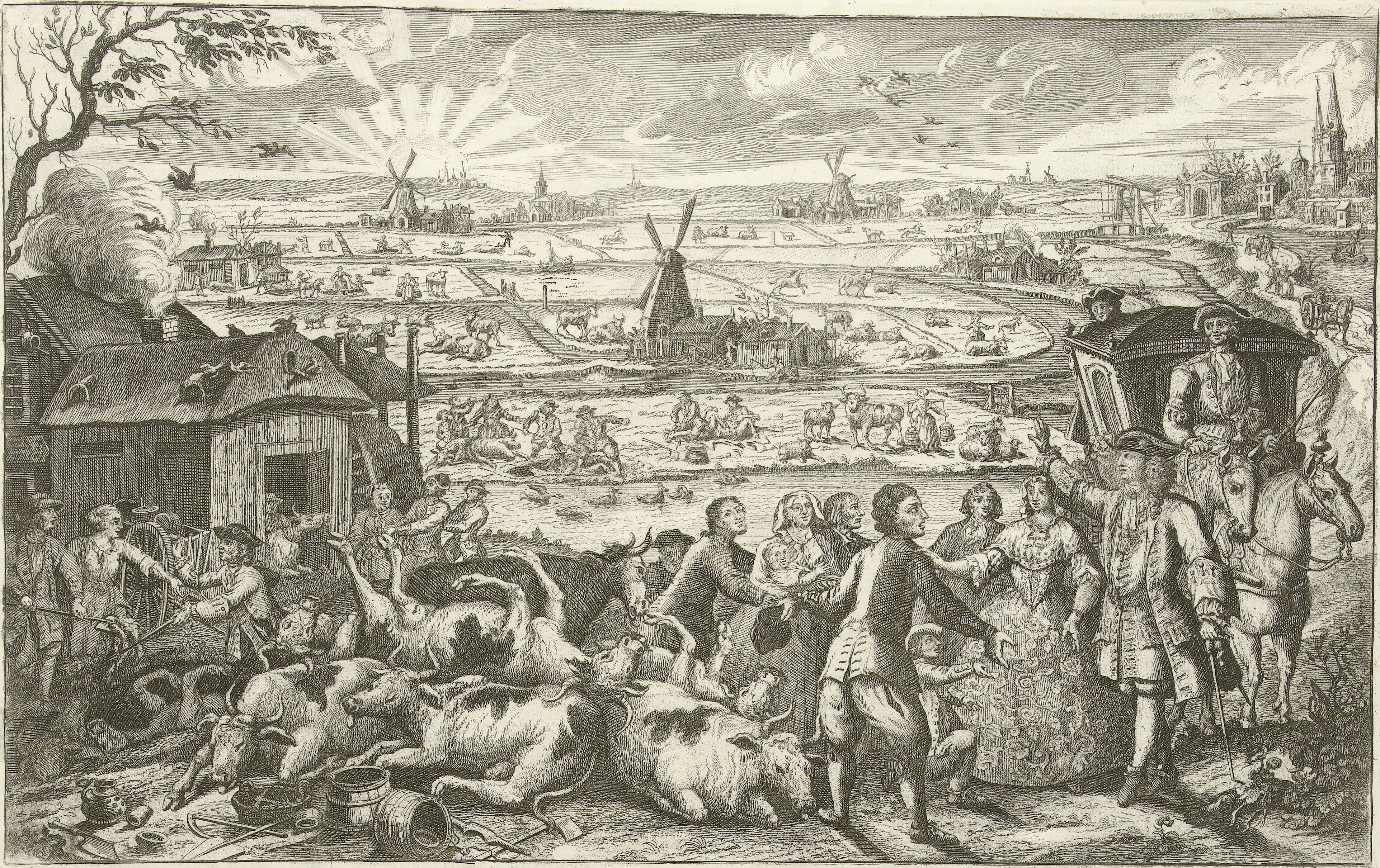
Niederländische Darstellung der Rinderpest aus dem 18. Jahrhundert

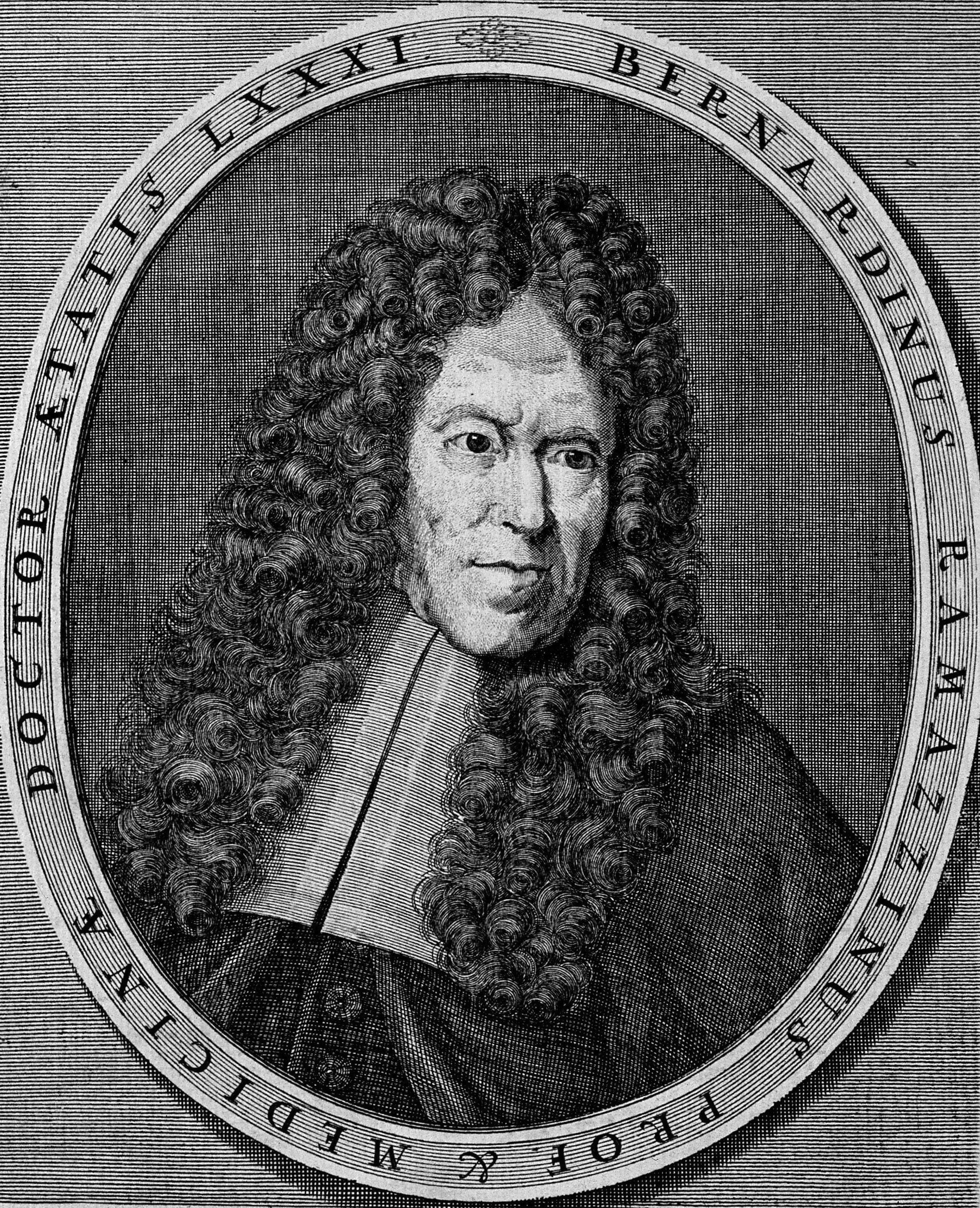
Bernardino Ramazzini (1633–1714)

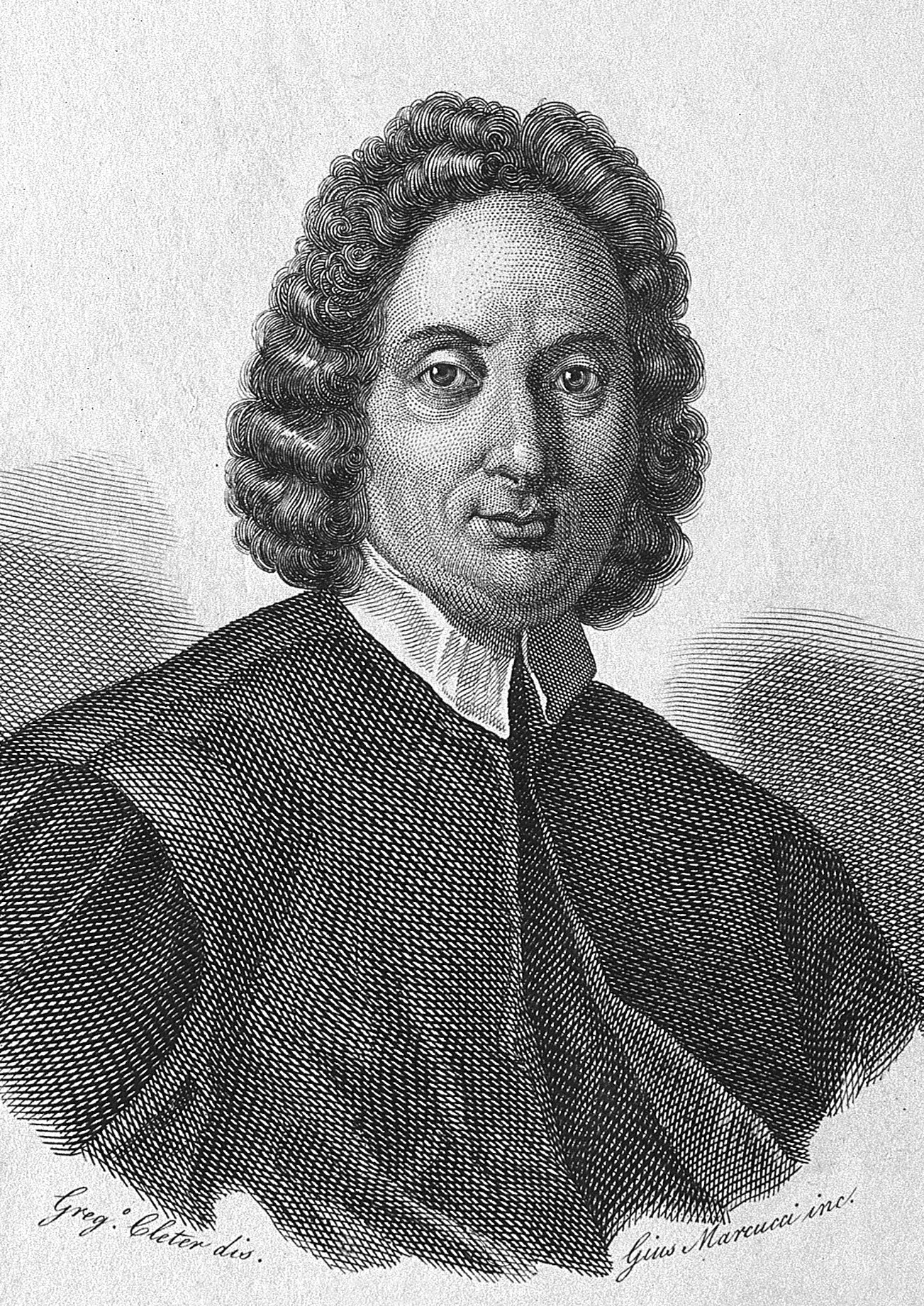
Giovanni Maria Lancisi (1654–1720)

### Antike, Mittelalter und frühe Neuzeit
Die Viruserkrankung stammt ursprünglich aus Asien. Ihre früheste erhaltene Beschreibung findet sich im Veterinär-Papyrus Kahun, der ca. 1800 v. Chr. verfasst wurde. Auch Aristoteles beschrieb in seiner Historia animalium im vierten Jahrhundert v. Chr. zwei Krankheiten des Rindes, die Podagra und die Struma, wobei die Symptome der Struma denjenigen der Rinderpest entsprechen.
Die Rinderpest wurde unter anderem während der Völkerwanderungen 376 bis 386 von den Hunnen und später wieder von den Mongolen nach Europa eingeschleppt. Diese führten zu ihrer Versorgung asiatische graue Steppenrinder mit sich, die wenig anfällig für die Rinderpestviren waren und diese über Monate ausschieden. Severus Sanctus Endelechius verfasste im 4. Jahrhundert n. Chr. das Gedicht de mortibus bovum, in dem die Symptome der Rinderpest beschrieben werden. Die Krankheit kam in ganz Europa von der Spätantike bis zur frühen Neuzeit immer wieder vor (Enzootie), wobei es besonders zu Kriegszeiten zu größeren Ausbrüchen kam.

### 18. Jahrhundert
1712 verfasste Bernardino Ramazzini von der Universität Padua die älteste überlieferte präzise Beschreibung der Erkrankung. Auf dieser Grundlage entwickelte der päpstliche Leibmedikus Giovanni Maria Lancisi im Auftrag von Papst Clemens XI. Bekämpfungsmaßnahmen, die er in seinem Buch De bovilla peste von 1715 publizierte. Er führte die Keulung erkrankter Rinder ein und ließ die Tierkörper anschließend mit ungelöschtem Kalk vergraben. Zusätzlich verfügte er die Quarantäne befallener Bestände, ein Verbot von Tiertransporten und eine systematische Fleischbeschau. Zuwiderhandlungen gegen seine Anweisungen wurden vom Kirchenstaat drakonisch bestraft: Laien wurden zum Tod durch Hängen, Mitglieder des Klerus zur Galeerenstrafe verurteilt. Lancisis Bekämpfungsstrategie war beim Volk unbeliebt, führte aber dazu, dass die Rinderpest im Kirchenstaat unter Kontrolle gebracht werden konnte.
Als die Krankheit um 1714 nach England eingeschleppt wurde, ließ Thomas Bates betroffene Tiere keulen und vergraben. Der Ausbruch konnte innerhalb von nur drei Monaten unter Kontrolle gebracht werden. Im Gegensatz zum Vorgehen im Kirchenstaat dienten zur Durchsetzung dieser Maßnahmen keine drakonischen Strafen, sondern Entschädigungszahlungen für betroffene Rinderhalter.
Weitere schwere Ausbrüche traten zu Beginn des 18. Jahrhunderts in Frankreich (1714) und Preußen (1716) auf. In beiden Ländern wurden Lancisis Methoden ebenfalls erfolgreich angewandt. In anderen Teilen Europas, wo keine staatlichen Kontrollmaßnahmen eingeführt wurden, blieb die Rinderpest weiterhin enzootisch und führte zu schweren Verlusten. Der Krankheit fielen in Europa allein im 18. Jahrhundert etwa 200 Millionen Rinder zum Opfer. Zum Vergleich: 2007 lebten in der gesamten EU 88,75 Millionen Rinder.
Die Bedrohung durch die Rinderpest war auch der Auslöser für die Gründung der ersten Ausbildungsstätte für Veterinärmediziner, der École nationale vétérinaire de Lyon durch Claude Bourgelat im Jahr 1761. Die strategische Bekämpfung der Krankheit war einer der wichtigsten Lehrinhalte. In den darauf folgenden Jahren eröffneten andere europäische Länder ebenfalls Tierarzneischulen und staatliche Einrichtungen zur koordinierten Bekämpfung der Seuche. In England wurden keine derartigen Einrichtungen eröffnet.

### 19. Jahrhundert
Die Einführung von Dampfschiff und Eisenbahn im 19. Jahrhundert eröffnete einerseits neue Möglichkeiten des Tiertransports und erleichterte andererseits die Ausbreitung der Rinderpest. Zwischen 1857 und 1866 kam es erneut zu einem großen europäischen Seuchenzug, der besonders im Vereinigten Königreich zu einem nahezu vollständigen Verlust der Rinderbestände führte. Die Rinderpest wurde durch eine Ladung asiatischer Rinder eingeschleppt, die aus dem Hafen von Tallinn nach Hull verschifft worden waren. Von dort aus breitete sich die Seuche rasch über ganz Großbritannien aus. Lancisis und Bates’ Bekämpfungsmethoden waren in England bereits Mitte des 18. Jahrhunderts wieder in Vergessenheit geraten, so dass es mehrere Monate dauerte, bis die Krankheit durch großflächige Keulung wieder eingedämmt werden konnte. Dieser Ausbruch führte 1865 nun auch im Vereinigten Königreich zur Gründung einer staatlichen Veterinärbehörde.
1887 brachte die italienische Armee die Seuche mit indischen Rindern nach Äthiopien, von wo aus sich eine  Panzootie über ganz Afrika ausbreitete. 80–90 % aller Rinder starben im subsaharischen Afrika an der Seuche, darüber hinaus gab es große Verluste bei Antilopen, Giraffen und Büffeln. Durch die Dezimierung der Rinder- und Wildwiederkäuerbestände kam vermehrt Buschwerk auf, in dem sich wiederum Tsetsefliegen vermehrten und in der Folge die Bevölkerung vermehrt mit der Schlafkrankheit infizierten. Ein Drittel aller Äthiopier und zwei Drittel der tansanischen Massai starben an den Folgen der Hungersnöte, in den Nachbarländern starben ebenfalls Millionen Menschen. Auch die Hungersnot in Zentralkenia 1899 war zum Teil auf die Folgen dieses Seuchenzugs zurückzuführen. Während die Rinderpest um 1900 im südlichen Afrika wieder zum Erliegen kam, gab es nördlich des Äquators bis in die jüngste Zeit immer wieder Ausbrüche.

### 20. Jahrhundert und Gegenwart
Der Erreger der Rinderpest wurde erstmals 1902 von Maurice Nicolle und Adil Mustafa isoliert und als Virus identifiziert. Die letzten großen Ausbrüche in Europa traten 1913 während des Zweiten Balkankrieges in Bulgarien und 1920 in Belgien auf. Dem belgischen Ausbruch fielen aufgrund aufwändiger seuchenhygienischer Maßnahmen aber nur 2000 Rinder zum Opfer. Der Ausbruch war auf eine Herde infizierter Zebus zurückzuführen, die auf dem Weg von Indien nach Brasilien in der Hafenstadt Antwerpen erkrankt waren. Unter dem Eindruck dieses Seuchenausbruchs gründete der Völkerbund das Office International des Epizooties (OIE), das als Weltorganisation für Tiergesundheit bis heute besteht.
Noch in den 1980er Jahren kam es in Nigeria zu Ausbrüchen. 1993 war der Erreger noch in Somalia, Äthiopien, Jemen und Pakistan weit verbreitet. Im Nahen Osten gab es bis in die 1990er Jahre immer wieder Ausbrüche durch aus Nordafrika und vom indischen Subkontinent importierte Rinder. In der Türkei kam es im September 1991 zu einem schweren Seuchenzug mit 2700 gestorbenen Rindern. Durch die Schlachtungen von 12.000 Rindern und die Impfung von 12,5 Millionen weiteren Rindern konnte die Epizootie nach vier Monaten wieder eingedämmt werden.
1994 lancierten OIE und FAO mit dem Global Rinderpest Eradication Program (GREP) eine globale Initiative zur Ausrottung der Rinderpest, bestehend aus flächendeckenden Impfkampagnen, Keulungen, Monitoring und Surveillance der Rinder- und Wildtierpopulationen in den Enzootiegebieten. Die EU beteiligte sich mit dem PARC-Programm (Pan African Rinderpest Campaign). In Indien trat der letzte Fall 1995 auf, in Pakistan 2000; danach galt Asien als frei von Rinderpest. Der letzte Ausbruch beim Hausrind trat 2001 in Kenia auf; bei Wildtieren verschwanden die letzten Naturherde im Grenzgebiet zwischen Somalia, Äthiopien und Kenia im Jahr 2007. Die Ausrottung wurde dadurch erleichtert, dass sich die Rinderpest in afrikanischen Wildtieren nur bei gleichzeitiger Anwesenheit domestizierter Rinder dauerhaft halten kann.
Der Erreger existiert zurzeit noch in einer Reihe von Forschungslabors. OIE und FAO haben die Krankheit am 25. Mai 2011 in einer gemeinsamen Erklärung formell für ausgerottet erklärt. Eine zweite Erklärung der Ausrottung durch die FAO wurde am 28. Juni 2011 veröffentlicht.

## Erreger

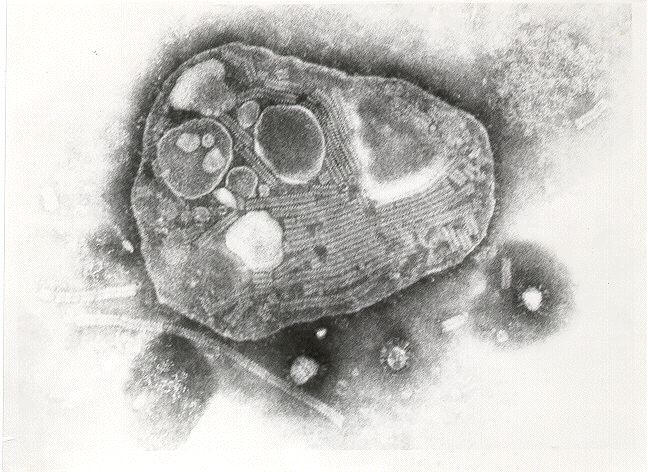
Rinderpestvirus unter dem Elektronenmikroskop

Das Rinderpestvirus ist ein Erreger aus der Gattung Morbillivirus und befällt bevorzugt Epithelzellen und Lymphozyten. Es ist eng verwandt mit dem Masern- und dem Hundestaupevirus und wird als Vorgängervirus des Masernvirus, womöglich sogar aller anderen Morbilliviren angesehen. Der Erreger kann bis zu fünf Monate in Heu, Stroh oder in der Erde überleben, wird in Dung oder Stallanlagen aber durch Fäulnisprozesse innerhalb von 24 Stunden inaktiviert.

## Krankheitsverbreitung (Epizootiologie)
Hauptwirt des Rinderpestvirus sind Hausrinder. Die Infektion kann außerdem Schafe, Ziegen und alle anderen Wiederkäuer befallen. Auch gewisse andere Paarhufer sind empfänglich: Einige asiatische Schweinerassen können an Rinderpest erkranken, unter den Wildtieren können auch Flusspferde befallen werden. Erkrankungen beim Menschen wurden bisher nicht beobachtet.
Das Virus verursacht keine persistierende Infektion, infizierte Tiere sterben entweder oder können das Virus durch eine Immunreaktion eliminieren. Allerdings kann die Infektion in Enzootiegebieten auch subklinisch (unterschwellig) verlaufen, so dass klinisch normale Tiere in solchen Gebieten das Virus für einige Zeit ausscheiden können, ohne selbst an Rinderpest zu erkranken.
Ein bis zwei Tage vor den ersten Symptomen beginnt die Virusausscheidung durch das Nasensekret. Nach Ausbruch der Krankheit sind während etwa einer Woche alle Sekrete und Exkrete infektiös, danach nimmt die Virusausscheidung aufgrund der einsetzenden spezifischen Immunantwort rapide ab. Die Übertragung erfolgt durch direkten oder engen indirekten Kontakt, wobei das Virus über die Mandeln in den Körper eindringt.

## Pathogenese
Das Virus vermehrt sich nach der Infektion in den Rachenmandeln und verbreitet sich über das lymphatische System im ganzen Körper. Danach dringt es durch die Blutbahn in die Schleimhäute des Atem- und Verdauungstrakts ein und zerstört die Epithelzellen. Diese durch das Virus verursachten Schäden führen zu Erosionen und Nekrosen der Schleimhäute des Mauls, des Verdauungstrakts sowie der oberen Atemwege; es kommt zu Blutungen in den Darm, Schwellungen und Nekrosen des Lymphsystem des Darms und durch die Zerstörung des Epithels auch zu bakteriellen Sekundärinfektionen. Letztere werden auch durch virusbedingte Zerstörung der B- und T-Lymphozyten begünstigt, die zu einer Schwächung der Immunabwehr führt. Diese lymphotrope Komponente tritt allerdings nur bei einigen Rinderpestvirusstämmen auf.

## Klinisches Bild

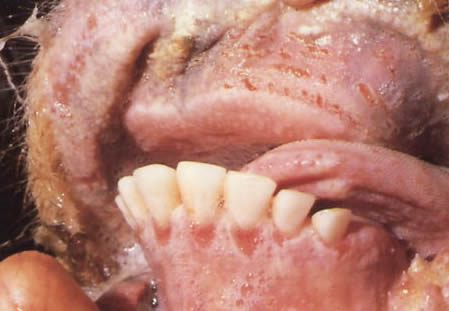
Erosionen der Maulschleimhaut bei Rinderpest

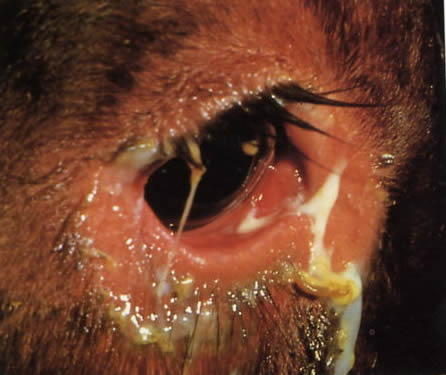
Eitrige Konjunktivitis durch Rinderpest

Die Inkubationszeit beträgt 3 bis 15 Tage. Die Krankheit beginnt bei Rindern und Büffeln mit einem Prodromalstadium, das durch hohes Fieber (bis 42 °C), Appetitlosigkeit und allgemeine Schwäche gekennzeichnet ist. Ein bis zwei Tage später zeigen die befallenen Tiere Schwellungen der Schleimhäute sowie Augen- und Nasenausfluss. Innerhalb von zwei bis drei Tagen kommt es zu Erosionen der Schleimhaut im Maulbereich, die sich durch Fibrinabsonderung schnell zu käsigen Plaques („Pseudomembranen“) vergrößern. Der Augen- und Nasenausfluss wird wegen Sekundärinfektionen schleimig-eitrig (mukopurulent) bis eitrig; das Flotzmaul erscheint trocken und schrundig. In diesem Stadium tritt wegen der Schädigung der Darmschleimhaut durch das Virus nun auch starker, wässrig-schleimig-blutiger Durchfall auf. Die Tiere haben starke Bauchschmerzen, Durst und Atemprobleme und sterben in der Regel nach vier bis sieben Tagen an Austrocknung. Bei perakuten Verläufen können Todesfälle bereits nach 2–3 Tagen ohne Schleimhautveränderungen auftreten.
Bei Schafen und Ziegen können akute und subakute, aber auch latente Verläufe auftreten. Die Symptome ähneln denen bei Rindern, die Krankheit verläuft aber meistens schneller und oft auch ohne Erosionen der Maulschleimhaut. Bei akuten Infektionen stehen Atemwegsprobleme im Vordergrund (Nasenausfluss und Lungenentzündungen mit Husten). Sie enden entweder nach etwa einer Woche tödlich oder die Tiere erholen sich binnen zweier Wochen. Subakute Verläufe sind bei Schafen und Ziegen am häufigsten und sind durch Fieberschübe ohne sonstige Symptome gekennzeichnet.
Erkrankungen von Hausschweinen treten nur bei asiatischen Schweinerassen auf. Sie ähneln denen bei Rindern. Akute Verläufe sind durch Schleimhauterosionen, blutigen Durchfall und Nasenausfluss, Erbrechen und Aborte gekennzeichnet. Subakute Infektionen mit Fieber, Appetitlosigkeit und vorübergehenden Hautreaktionen können ebenfalls auftreten.
Überlebt ein Tier die Infektion, bleibt es lebenslang gegen Rinderpest immun. Die Rekonvaleszenz geschieht nur langsam und kann durch Sekundärinfektionen und die durch das Virus verursachte Immunschwäche kompliziert werden. In den Enzootiegebieten ist die Morbidität und Letalität gering, bei einer Epizootie in einem Rinderbestand, der bisher keinen Kontakt mit dem Virus hatte, können dagegen alle Tiere erkranken und bis zu 90 % sterben. So war die Mortalität in Asien niedrig, in Afrika während des Seuchenzugs 1889 bis 1896 dagegen hoch, weil sich unter den dort lebenden Rinderrassen kaum genetisch fixierte Abwehrmechanismen hatten herausbilden können.

## Pathologie
Pathologisch-anatomisch fallen vor allem Krusten und Erosionen der Maulschleimhaut auf, die sich bis in die Speiseröhre erstrecken können. Die Vormägen sind selten betroffen, gelegentlich zeigen sich Erosionen im Bereich der Pansenpfeiler. Der Pylorus des Labmagens zeigt häufig blutige Erosionen und nekrotische Herde. Der Dünndarm kann ebenfalls solche Veränderungen zeigen, aber meist geringer ausgeprägt. Die Peyer-Platten sind geschwollen und zeigen Blutungen und Nekroseherde. Am Dickdarm sind die Veränderungen am stärksten, hier finden sich streifenförmige Veränderungen, die durch stark erweiterte und blutgefüllte Kapillaren in der Lamina propria der Schleimhautfalten entstehen („Zebrastreifen“), sowie blutende Schleimhauterosionen. Die Leber kann Stauungserscheinungen zeigen. In der Gallen- und Harnblase finden sich häufig Blutungen. Die Lymphknoten der Bauchhöhle sind geschwollen und ödematös. Die Nasenmuscheln sind geschwollen, weisen Petechien und teilweise Erosionen auf. Die Lungen sind bei Rindern oft unverändert, bei Schafen und Ziegen findet sich dagegen häufig eine Bronchopneumonie.

## Diagnose
In Enzootiegebieten sind die klinischen Erscheinungen für eine Verdachtsdiagnose normalerweise ausreichend; ebenso während Ausbrüchen in normalerweise nicht betroffenen Populationen, sofern das Virus in diesen nachgewiesen werden konnte. Proben sollen bevorzugt vor dem Einsetzen von Durchfall entnommen werden. Geeignete Gewebe sind Blut, Lymphgewebe, Milz und Darm, die bei 4 °C oder auf Eis ins Labor transportiert werden sollten.
Der Verdacht auf Rinderpest ist unverzüglich dem Amtstierarzt zu melden, der auch entsprechende diagnostische, Schutz- und Bekämpfungsmaßnahmen einleitet. Die Untersuchung der Proben erfolgt im jeweiligen Referenzlabor des Landes: in Deutschland im Friedrich-Loeffler-Institut, in der Schweiz im Institut für Virologie und Immunologie (IVI).
Der indirekte Nachweis einer Rinderpest-Infektion erfolgt durch den Nachweis spezifischer Antikörper in befallenen Tieren mittels Enzyme-linked Immunosorbent Assay (ELISA), der auch als Schnelltest verfügbar ist. Der indirekte Nachweis ist nur in Gebieten sinnvoll, in denen die Krankheit nicht enzootisch ist. Die Polymerase-Kettenreaktion (PCR) kann zum direkten Virusnachweis und zur genauen Genomanalyse durchgeführt werden und erlaubt auch Rückschlüsse auf die Herkunft des Erregers. Weitere Möglichkeiten sind der elektronenmikroskopische Nachweis des Erregers, Immunfluoreszenztest, Immunhistochemie (Peroxidase), Agar-Gel-Immunodiffusion, Immunelektrophorese und passive Hämagglutination. Die Rinderpest gehört zu den anzeigepflichtigen Tierseuchen.
Als Differenzialdiagnosen kommen BVD/MD, Küstenfieber, Maul- und Klauenseuche, Infektiöse Bovine Rhinotracheitis, Vesikulärstomatitis und Bösartiges Katarrhalfieber in Frage. Bei Schafen und Ziegen muss auch die Pest der kleinen Wiederkäuer in Betracht gezogen werden.

## Behandlung und Vorbeugung

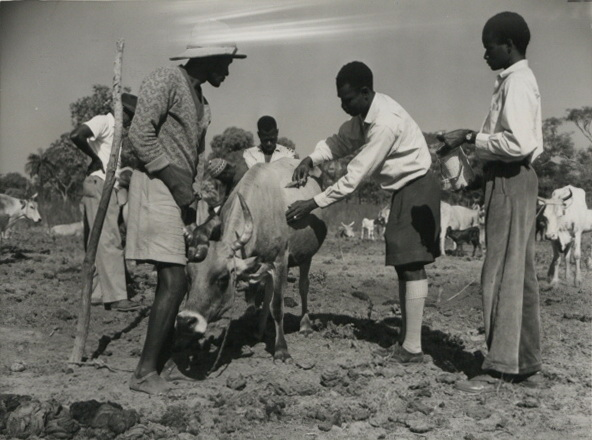
Impfung einer Kuh gegen Rinderpest (Gambia 1959)

Die Rinderpest kann nur symptomatisch behandelt werden, was nur bei wertvollen Tieren wirtschaftlich sinnvoll sein kann. Gegen den Flüssigkeitsverlust werden Infusionen eingesetzt, die Sekundärinfektionen können mit Antibiotika behandelt werden. Vorbeugend ist eine Schutzimpfung möglich, bei der allen über einjährigen Rindern und domestizierten Wasserbüffeln ein Lebendimpfstoff verabreicht wird. Die einmalige Impfung hinterlässt eine sehr lange Immunität von über elf Jahren, die maternale Immunität (Immunität durch Antikörper der Mutter) bei Kälbern von geimpften oder durch Infektion immunisierten Tieren dauert 6 bis 11 Monate.
Der erste breit eingesetzte Impfstoff wurde in den 1960er Jahren vom Briten Walter Plowright entwickelt. In den 1980er Jahren kam ein Impfstoff aus abgeschwächten Viren zum Einsatz, der hitzestabil und damit für tropische Länder besonders gut geeignet war. Allerdings kann im Antikörper-Test nachträglich nicht mehr zwischen infizierten und geimpften Tieren unterschieden werden, weshalb Massenimpfungen heute nicht mehr durchgeführt werden. Bei einem erneuten Ausbruch der Rinderpest bestünde die Bekämpfungsstrategie aus der Keulung erkrankter und exponierter Tiere, strikter Quarantäne, Desinfektionsmaßnahmen und eventuell punktuellen Impfkampagnen.

## Anzeigepflichtige Tierseuche
Rinderpest ist nach dem Recht Deutschlands eine anzeigepflichtige Tierseuche (§ 1 Nr. 26 der Verordnung über anzeigepflichtige Tierseuchen).

## Wirtschaftliche Auswirkungen
Es existieren nur wenige Daten zu den wirtschaftlichen Auswirkungen der Rinderpest, wobei die meisten publizierten Studien sich auf einzelne Länder oder sogar einzelne Ausbrüche beschränken. Ein weiteres Problem beim Abschätzen der wirtschaftlichen Auswirkungen liegt darin, dass Studien zu Ausbrüchen in Afrika in der Literatur überproportional vertreten sind, während die wirtschaftlichen Auswirkungen in Asien fast gar nicht untersucht sind. Daten zu den Rinderpopulationen in Afrika und Asien sind zudem ungenau und teilweise auch lückenhaft, was ein Abschätzen der Auswirkungen der Rinderpest ebenfalls erschwert.
Am besten untersucht sind die wirtschaftlichen Auswirkungen der Pan African Rinderpest Campaign zwischen 1986 und 1999 in Benin, Burkina Faso, der Elfenbeinküste, Äthiopien, Ghana, Kenia, Mali, Tansania, Senegal und Uganda. Die Kosten der Kampagne in diesen Ländern beliefen sich auf 51,6 Millionen ECU. Ungefähr 123 Millionen Rinder wurden gegen Rinderpest geimpft. Die Kosten pro geimpftes Rind beliefen sich auf durchschnittlich 0,42 ECU, wobei sie zwischen 0,27 ECU in Äthiopien und 1,71 ECU in der Elfenbeinküste variierten. Die als Folge der Kampagne vermiedenen Verluste wurden mit 126.000 Tonnen Rindfleisch, 39.000 Tonnen Milch, 14.000 Tonnen Mist sowie 86.000 Hektar durch den Einsatz der Rinder als Zugtiere bearbeitetes Land bemessen, wobei die zum Abschätzen dieser Resultate verwendete Methode nicht klar ist. Die Auswirkungen dieser verminderten Verluste auf den Handel und die Volkswirtschaft wurden nicht untersucht, so dass diese Schätzung des wirtschaftlichen Nutzens vermutlich zu niedrig ist. Der Geldwert der durch die PARC zwischen 1986 und 1999 vermiedenen Verluste wird mit 99,2 Millionen ECU beziffert.